# 東方軟喉盤魚
東方軟喉盤魚（學名：Gouania orientalis），為輻鰭魚綱喉盤魚目喉盤魚科的其中一種，分布於歐洲希臘地中海海域，本魚體細長，頭背部輪廓平直，從眼上方頸背到上唇尖，頜後角延伸至眼前緣與眼前部垂直線之間，眶下內陷與眼後部垂直，鰓蓋後緣呈W形，有兩個等長的尖端，胸鰭基部後方的軀幹橫切面呈半橢圓形，腹側平直，體不被鱗，覆有粘液層，腹鰭喉位，與周圍的皮褶特化成一吸盤，尾鰭圓形，眼睛周圍有星狀色素沉著，身體顏色暗，有時有大理石紋或條紋，體長可達3.8公分，屬底棲性魚類，棲息在潮間帶的礫石區，生活習性不明。